# Yuri Bashmet
Yuri Abrámovich Bashmet (Rostov del Don, 24 de enero de 1953) es un violista clásico ruso, intérprete de obras de Schubert, Brahms, Shostakóvich y compositores rusos contemporáneos que han compuesto para él.
Estudió en el Conservatorio Chaikovski de Moscú con Vadim Borisóvski y Fiódor Druzhinin. Ganó el segundo premio en el Concurso Internacional de Budapest y el primer premio del Concurso Internacional de Múnich.
Toca en las salas más importantes y con las orquestas más famosas del mundo y colabora con colegas como Martha Argerich, Yevgueni Kisin, Gidon Kremer y Natalia Gutman.
Ha realizado numerosas grabaciones, formando dúo con el pianista Mijaíl Muntián, con su orquesta de Solistas de Moscú para Melodiya, RCA, y Deutsche Grammophon.
En 2003, fue condecorado con la Legión de Honor francesa y fue ganador de un Premio Grammy en 2000.

## Enlaces externos

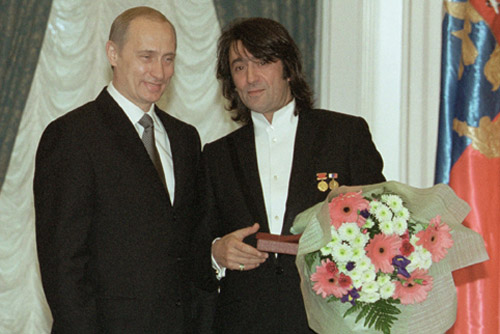
Yuri Bashmet (derecha) junto al presidente ruso Vladímir Putin en 2001.